# Alf Sjöberg
Sven Erik Alf Sjöberg, född 21 juni 1903 i Stockholm, död 17 april 1980 i Stockholm, var en svensk regissör, manusförfattare, skådespelare och teaterdekoratör. 
Sjöberg var under många år verksam som regissör vid Dramaten. Idag är han kanske känd främst som filmregissör av Hets (1944, med manus av Ingmar Bergman), Bara en mor (1949) och Fröken Julie (1951). 2003, till 100-årsminnet av hans födelse, uppmärksammade TV, radio och Dramaten flera av hans verk. 

## Biografi

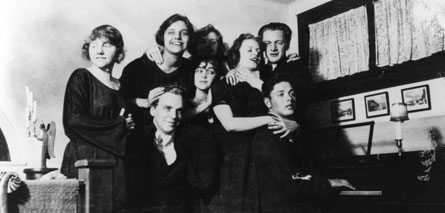
Dramatens elevskola 1922, från vänster till höger syns Lena Cederqvist, Karl-Magnus Thulstrup, Mona Mårtensson, Mimi Pollak, Vera Schmiterlöw, Greta Garbo, Alf Sjöberg och Håkan Westergren.

Efter åttaårigt läroverk gick Sjöberg Dramatens elevskola åren 1923 till 1925, och var därefter verksam vid Dramaten som skådespelare. En av hans tidiga bedrifter var att medverka som skådespelare i den första teaterföreställningen som sändes i svensk radio, Spelet om Envar (1925). Han anställdes vid Radiotjänst som regissör 1929 och året därefter vid Dramaten i samma befattning. 
Sjöberg var verksam som regissör på Dramaten till sin död 1980 och räknas bland Sveriges främsta under 1900-talet, tillsammans med namn som Olof Molander och Ingmar Bergman. Särskilt Sjöbergs uppsättning av August Strindbergs drama Fröken Julie 1949 har gått till historien, med skådespelarinsatser av Inga Tidblad och Ulf Palme. Denna uppsättning filmatiserades 1951 med Anita Björk i rollen som fröken Julie. Han belönades med Guldpalmen vid Cannesfestivalen för detta verk. Redan tidigare, vid filmfestivalen år 1946, hade hans film Hets tilldelats Grand Prix, det som senare kom att kallas Guldpalmen.
Senare uppsättningar av Strindbergs pjäs brukar jämföras med Sjöbergs. Han satte även upp flera dramer av Shakespeare, såsom Hamlet, En midsommarnattsdröm och Köpmannen i Venedig. Ingmar Bergman hade så stor respekt för Sjöbergs Shakespeareuppsättningar att han inte vågade sätta upp Shakespeare på Dramaten så länge Sjöberg levde. Alf Sjöberg satte också upp moderna verk av till exempel Stig Dagerman. Ingmar Bergman har sagt att Sjöbergs stora produktion troligen är ojämförlig med 138 uppsättningar på Dramaten, 18 filmer och två TV-teateruppsättningar samt 183 dramer för Radioteatern.
Sjöberg ville radikalisera teatern, som han såg som en revolterande kraft i samhället mot sociala orättvisor. Han hämtade på 1930-talet influenser från sovjet-rysk modernism och närde en önskan om att göra verklig folkteater. När den socialdemokratiska regeringen slog fast sin kulturpolitik på 1950-talet var Sjöberg en av konstnärerna i kretsen runt statsminister Tage Erlander. Han bidrog starkt till att introducera Federico García Lorca, Bertolt Brecht och Eugene O'Neill i svensk scenkonst.
Alf Sjöbergs konstnärskap inleddes med att han själv gjorde skisser för dekorationer men från 1932 inledde han ett samarbete med Sven Erik Skawonius som gav honom vägledning i skapandet av bilder. Han fortsatte sitt samarbete under 1940-talet med Sveriges ledande konstnärer och skapade tillsammans med dem några av Sveriges märkligaste scendekorationer. Han medverkade i utställningen Svensk teaterkonst under 20 år på Skånska konstmuseum i Lund 1936 och i en utställning på Charlottenborg. Sjöberg är representerad vid Scenkonstmuseet och Nationalmuseum. Under 1950-talet var han ledamot av Radionämnden. Han erhöll Litteris et Artibus 1951, tilldelades Teaterförbundets guldmedalj 1964 och Guldskeppet 1979. Han var också filosofie hedersdoktor.
Alf Sjöberg var son till vaktmästaren Carl Erik Sjöberg och Elisabeth Wickberg. Han var gift 1930–1934 med skådespelaren Märta Ekström, och från 1935 med Elsa Ahlsell (1907–1985), som var dotter till disponenten Herman Ahlsell. Han  omkom 1980 till följd av en trafikolycka när en buss krockade med honom på sin cykel, på väg till Dramaten och är begravd på Galärvarvskyrkogården i Stockholm.

## Filmografi

### Långfilmer
| Premiär | Premiär     | Produktion (fetmarkering = regi och manus av A.S.) | Insatser | Insatser | Insatser | Insatser | Ref.  |
| år      | dag         | Produktion (fetmarkering = regi och manus av A.S.) | regi     | manus    | roll     | övrigt   | Ref.  |
| ------- | ----------- | -------------------------------------------------- | -------- | -------- | -------- | -------- | ----- |
| 1925    | 26 december | Ingmarsarvet                                       |          |          | ✔        |          | [ 6 ] |
| 1928    | 22 oktober  | Ådalens poesi                                      |          |          | ✔        |          | [ 6 ] |
| 1929    | 28 oktober  | Den starkaste                                      | ✔        |          |          |          | [ 6 ] |
| 1940    | 1 januari   | Med livet som insats                               | ✔        | ✔        |          |          | [ 6 ] |
| 1940    | 28 oktober  | Den blomstertid                                    | ✔        | ✔        |          |          | [ 6 ] |
| 1941    | 23 december | Hem från Babylon                                   | ✔        | ✔        |          |          | [ 6 ] |
| 1942    | 21 december | Himlaspelet                                        | ✔        | ✔        |          |          | [ 6 ] |
| 1944    | 21 januari  | Kungajakt                                          | ✔        |          |          | scenario | [ 6 ] |
| 1944    | 2 oktober   | Hets                                               | ✔        |          |          | scenario | [ 6 ] |
| 1945    | 26 december | Resan bort                                         | ✔        | ✔        | ✔        |          | [ 6 ] |
| 1946    | 16 december | Iris och löjtnantshjärta                           | ✔        |          |          | scenario | [ 6 ] |
| 1949    | 31 oktober  | Bara en mor                                        | ✔        | ✔        |          |          | [ 6 ] |
| 1951    | 28 juni     | Fröken Julie                                       | ✔        | ✔        |          |          | [ 6 ] |
| 1953    | 24 april    | Barabbas                                           | ✔        | ✔        |          |          | [ 6 ] |
| 1954    | 1 november  | Karin Månsdotter                                   | ✔        | ✔        |          |          | [ 6 ] |
| 1955    | 22 augusti  | Vildfåglar                                         | ✔        | ✔        |          |          | [ 6 ] |
| 1956    | 12 november | Sista paret ut                                     | ✔        |          |          |          | [ 6 ] |
| 1960    | 14 oktober  | Domaren                                            | ✔        | ✔        |          |          | [ 6 ] |
| 1966    | 31 januari  | Ön                                                 | ✔        | ✔        |          |          | [ 6 ] |
| 1969    | 6 oktober   | Fadern                                             | ✔        | ✔        |          |          | [ 6 ] |

### Kortfilmer
- 1946 – Den gamla goda tiden (medverkan)[6]
- 1948 – Fruktbarhet (regi)[6]
- 1968 – Alkestis (medverkan)[6]

### TV-teater
- 1955 – Hamlet (regi)
- 1959 – Stängda dörrar (regi)
- 1983 – Hustruskolan (regi)[6]

## Teater

### Roller (ej komplett)
| År   | Roll                                   | Produktion                                              | Regi          | Teater   |
| ---- | -------------------------------------- | ------------------------------------------------------- | ------------- | -------- |
| 1923 | Didier                                 | Äventyret Gaston Arman de Caillavet och Robert de Flers | Karl Hedberg  | Dramaten |
| 1924 | Diggory                                | Värdshuset Råbocken Oliver Goldsmith                    | Olof Molander | Dramaten |
| 1924 | En överkonstapel                       | Äventyrens värld Christian Günther                      | Karl Hedberg  | Dramaten |
| 1924 | Jean                                   | Knock Jules Romains                                     | Karl Hedberg  | Dramaten |
| 1925 | Gilles de Rais En herre från anno 1920 | Sankta Johanna George Bernard Shaw                      | Gustaf Linden | Dramaten |
| 1926 | Giovanni                               | Henrik IV (Enrico IV) Luigi Pirandello                  | Gustaf Linden | Dramaten |
| 1926 | Baronens betjänt                       | Värdshusvärdinnan Carlo Goldoni                         | Karl Hedberg  | Dramaten |
| 1927 | Teddy                                  | Ombord Prins Wilhelm                                    | Olof Molander | Dramaten |
| 1927 | Turmel                                 | Doktor Mirakel Robert de Flers och Franois de Croisset  | Karl Hedberg  | Dramaten |
| 1927 | Miguel                                 | Markisinnan Noel Coward                                 | Karl Hedberg  | Dramaten |
| 1927 | Herr de Bonnefor                       | Den inbillade sjuke Molière                             | Olof Molander | Dramaten |
| 1928 | Karl Thomas                            | Hoppla, vi lever! Ernst Toller                          | Per Lindberg  | Dramaten |
| 1928 | Siblet                                 | Diktatorn Jules Romains                                 | Per Lindberg  | Dramaten |
| 1928 | Bertalan                               | Försvarsadvokaten Ferenc Molnar                         | Karl Hedberg  | Dramaten |
| 1928 | John Shawn                             | Ryktbarhet Arnold Bennett                               | Gustaf Linden | Dramaten |
| 1928 | Orakelkolportören                      | Fåglarna ( Ὄρνιθες Ornithes) Aristofanes                | Olof Molander | Dramaten |
| 1929 | Felix                                  | Nyss utkommen! Édouard Bourdet                          | Gustaf Linden | Dramaten |
| 1929 | Markis de Langlier                     | Äventyret Gaston Arman de Caillavet och Robert de Flers | Karl Hedberg  | Dramaten |

### Regi (ej komplett)
| År   | Produktion                                                            | Upphovsmän                                           | Teater                    |
| ---- | --------------------------------------------------------------------- | ---------------------------------------------------- | ------------------------- |
| 1930 | Stor-Klas och Lill-Klas                                               | Gustaf af Geijerstam                                 | Dramaten                  |
| 1931 | Fadershjärtat                                                         | W. Somerset Maugham                                  | Dramaten                  |
| 1931 | Fru Celias moral Art and Mrs Bottle or the Return of the Puritan      | Benn W. Levy                                         | Dramaten                  |
| 1931 | Spekulation                                                           | Paul Armont och Léopold Marchand                     | Dramaten                  |
| 1932 | Den heliga familjen                                                   | Rudolf Värnlund                                      | Dramaten                  |
| 1932 | Den fule Ferante                                                      | Sabatino Lopez                                       | Dramaten                  |
| 1932 | Revisorn Ревизо́р, Revizór                                             | Nikolaj Gogol                                        | Dramaten                  |
| 1932 | Kvinnans list                                                         | Lionel Brown                                         | Dramaten                  |
| 1932 | Över förmåga Over ævne                                                | Björnstjerne Björnson                                | Dramaten                  |
| 1933 | Blodet ropar under almarna                                            | Eugene O'Neill                                       | Dramaten                  |
| 1934 | Tiden är en dröm                                                      | Henri-René Lenormand                                 | Dramaten                  |
| 1934 | Rivalerna                                                             | Richard Brinsley Sheridan                            | Dramaten                  |
| 1934 | En hederlig man                                                       | Sigfrid Siwertz                                      | Dramaten                  |
| 1935 | Henrik IV Henry the Fourth                                            | William Shakespeare                                  | Dramaten                  |
| 1935 | Hustrun                                                               | Vilhelm Moberg                                       | Dramaten                  |
| 1936 | Huset vid landsvägen                                                  | Jean Jacques Bernard                                 | Dramaten                  |
| 1936 | Millionärskan                                                         | George Bernard Shaw                                  | Dramaten                  |
| 1936 | Brott och straff Преступление и наказание, Prestuplenije i nakazanije | Fjodor Dostojevskij                                  | Dramaten                  |
| 1937 | Skönhet                                                               | Sigfrid Siwertz                                      | Dramaten                  |
| 1937 | Vår ära och vår makt                                                  | Nordahl Grieg                                        | Dramaten                  |
| 1937 | Höfeber                                                               | Noël Coward                                          | Dramaten                  |
| 1937 | Khaki                                                                 | Paul Raynal                                          | Dramaten                  |
| 1938 | Spel på havet                                                         | Sigfrid Siwertz                                      | Dramaten                  |
| 1938 | Mayerlingdramat                                                       | Maxwell Anderson                                     | Dramaten                  |
| 1939 | Anna Sophie Hedvig                                                    | Kjeld Abell                                          | Dramaten                  |
| 1940 | Mycket väsen för ingenting Much Ado About Nothing                     | William Shakespeare                                  | Dramaten                  |
| 1940 | Möss och människor Of Mice and Men                                    | John Steinbeck                                       | Dramaten                  |
| 1940 | Morgondagens män Key Largo                                            | Maxwell Anderson Översättning Artur Lundkvist        | Dramaten                  |
| 1940 | Carl XII                                                              | August Strindberg                                    | Dramaten                  |
| 1941 | Vi skiljas Divorçons                                                  | Victorien Sardou och Émile de Najac                  | Dramaten                  |
| 1941 | Rovdjuret                                                             | Karl Ragnar Gierow                                   | Dramaten                  |
| 1941 | Döbeln                                                                | Sven Stolpe                                          | Dramaten                  |
| 1942 | Beredskap                                                             | Gunnar Ahlström                                      | Dramaten                  |
| 1942 | Ut till fåglarna                                                      | George S. Kaufman och Moss Hart                      | Dramaten                  |
| 1943 | Helgonsaga                                                            | Karl Ragnar Gierow                                   | Dramaten                  |
| 1944 | Blodsbröllop Bodas de sangre                                          | Federico Garcia Lorca                                | Dramaten                  |
| 1946 | Trettondagsafton Twelfth Night, or What You Will                      | William Shakespeare                                  | Dramaten                  |
| 1947 | Richard III The Life and Death of King Richard the Third              | William Shakespeare                                  | Dramaten                  |
| 1947 | John Gabriel Borkman                                                  | Henrik Ibsen                                         | Dramaten                  |
| 1948 | Släktmötet                                                            | T.S. Eliot                                           | Dramaten                  |
| 1948 | De vises sten                                                         | Pär Lagerkvist                                       | Dramaten                  |
| 1948 | Fröken Julie                                                          | August Strindberg                                    | Dramaten                  |
| 1949 | En handelsresandes död Death of a Salesman                            | Arthur Miller                                        | Dramaten                  |
| 1950 | Brand                                                                 | Henrik Ibsen                                         | Dramaten                  |
| 1950 | Ryttaren                                                              | H.C. Branner                                         | Dramaten                  |
| 1950 | Erik XIV                                                              | August Strindberg                                    | Dramaten                  |
| 1951 | Kvinnan bör inte brännas The lady's not for burning                   | Christopher Fry                                      | Dramaten                  |
| 1951 | Amorina                                                               | Carl Jonas Love Almqvist                             | Dramaten                  |
| 1952 | Pygmalion                                                             | George Bernard Shaw                                  | Dramaten                  |
| 1953 | Romeo och Julia The Tragedy of Romeo and Juliet'                      | William Shakespeare                                  | Dramaten                  |
| 1955 | Vildanden                                                             | Henrik Ibsen                                         | Dramaten                  |
| 1956 | En midsommarnattsdröm A Midsummer Night's Dream                       | William Shakespeare Översättning Carl August Hagberg | Kungliga Operan/ Dramaten |
| 1958 | Utsikt från en bro                                                    | Arthur Miller                                        | Dramaten                  |
| 1959 | Rosmersholm                                                           | Henrik Ibsen                                         | Dramaten                  |
| 1960 | Hamlet                                                                | William Shakespeare                                  | Dramaten                  |
| 1960 | Fångarna i Altona                                                     | Jean-Paul Sartre                                     | Dramaten                  |
| 1961 | Kung John The Life and Death of King John                             | William Shakespeare                                  | Dramaten                  |
| 1961 | Stolarna Les Chaises                                                  | Eugène Ionesco                                       | Dramaten                  |
| 1962 | Resan Le voyage                                                       | Georges Schehadé                                     | Dramaten                  |
| 1963 | Svejk i andra världskriget                                            | Bertolt Brecht                                       | Dramaten                  |
| 1965 | Mutter Courage                                                        | Bertolt Brecht                                       | Dramaten                  |
| 1965 | Yvonne, prinsessa av Bourgogne Iwona, księżniczka Burgunda            | Witold Gombrowicz                                    | Dramaten                  |
| 1969 | Tolvskillingsoperan Die Dreigroschenoper'                             | Bertolt Brecht och Kurt Weill                        | Dramaten                  |
| 1970 | Coriolanus                                                            | William Shakespeare                                  | Dramaten                  |
| 1970 | Brända tomten                                                         | August Strindberg                                    | Dramaten                  |
| 1971 | Modern Matka                                                          | Stanislaw Ignacy Witkiewicz                          | Dramaten                  |
| 1972 | Mäster Olof                                                           | August Strindberg                                    | Dramaten                  |
| 1978 | Korparna                                                              | Henry Becque                                         | Dramaten                  |
| 1979 | Kollontaj                                                             | Agneta Pleijel                                       | Dramaten                  |
| 1980 | Hustruskolan L'école des femmes                                       | Molière                                              | Dramaten                  |

### Scenografi (ej komplett)
| År   | Produktion                                     | Upphovsmän  | Regi     | Teater                             |
| ---- | ---------------------------------------------- | ----------- | -------- | ---------------------------------- |
| 1931 | Fadershjärtat W. Somerset Maugham              | Alf Sjöberg | Dramaten |                                    |
| 1931 | Fru Celias moral Benn W. Levy                  | Alf Sjöberg | Dramaten |                                    |
| 1932 | Revisorn Nikolaj Gogol                         | Alf Sjöberg | Dramaten | Scenografi med Sven Erik Skawonius |
| 1932 | Kvinnans list Lionel Brown                     | Alf Sjöberg | Dramaten |                                    |
| 1932 | Över förmåga Björnstjerne Björnson             | Alf Sjöberg | Dramaten |                                    |
| 1937 | Skönhet Sigfrid Siwertz                        | Alf Sjöberg | Dramaten | Scenografi med Sven Erik Skawonius |
| 1937 | Vår ära och vår makt Nordahl Grieg             | Alf Sjöberg | Dramaten | Scenografi med Härje Ekman         |
| 1937 | Höfeber Noël Coward                            | Alf Sjöberg | Dramaten | Scenografi med Sven Erik Skawonius |
| 1940 | Mycket väsen för ingenting William Shakespeare | Alf Sjöberg | Dramaten | Scenografi med John Jon-And        |

## Radioteater

### Regi
| År   | Produktion                                  | Upphovsmän                                     |
| ---- | ------------------------------------------- | ---------------------------------------------- |
| 1945 | Blotta misstanken                           | Karl Ragnar Gierow                             |
| 1948 | Antonius och Kleopatra Antony and Cleopatra | William Shakespeare Översättning Per Hallström |